# Калафат Мехмед-паша
Калаф́ат Мехме́д-паша́ (тур. Kalafat Mehmed Paşa; ум. 1792, Гелиболу) —  османский государственный деятель, великий визирь с 1 сентября 1778 по 21/22 августа 1779 года.

## Биография
Калафат Мехмед-паша в молодые годы приехал в Стамбул и поступил на службу в янычарский корпус. В 1748 году Мехмед-паша был назначен агой (командиром) янычар, а в 1750 году он был понижен в ранге и ему был возвращён чин чорбаджи, который он занимал ранее. В 1768 году в звании секбанбаши (высший офицер корпуса) Мехмед-паша участвовал в войне с Российской империей. В июле 1770 года Мехмед-паша был назначен кетхудой. В августе того же года после гибели аги янычар Капыкирана Мехмед-паши в сражении при Кагуле, Калафат Мехмед-паша был вновь назначен на должность аги янычар.
Спустя три месяца Мехмед-паша был отстранён с этой должности и сослан в Текирдаг, на том основании, что у янычар была плохая дисциплина. В марте 1777 года султан Абдул-Хамид I возвратил его из ссылки и назначил Мехмеда-пашу на должность аги янычар в третий раз. 1 сентября 1778 года султан Абдул-Хамид I назначил Мехмеда-пашу на должность великого визиря. Став великим визирем, Мехмед-паша стал заниматься снабжением турецкой армии боеприпасами, постройкой верфей, арсеналов и пороховых складов. В марте 1779 года при посредничестве французского посла была заключена Айналы-Кавакская конвенция, которая была посвящена проблеме Крымского ханства.
В Стамбуле происходили пожары и неспособность великого визиря предотвратить их, сказалась на его дальнейшей судьбе. В августе 1779 года Калафат Мехмед-паша был отправлен в отставку и его сменил Каравезир Мехмед-паша. После отставки Калафат Мехмед-паша поселился в Гелиболу, в котором и скончался в 1792 году.